# Ceratophyus martinezi
Ceratophyus martinezi är en skalbaggsart som beskrevs av Lauffer 1909. Ceratophyus martinezi ingår i släktet Ceratophyus och familjen tordyvlar. Inga underarter finns listade i Catalogue of Life.